# Hi8
Hi8 (ハイエイト) は、ソニーなど8ミリビデオを提唱していた各社により開発、製品化された家庭用ビデオの規格である。

## 概要

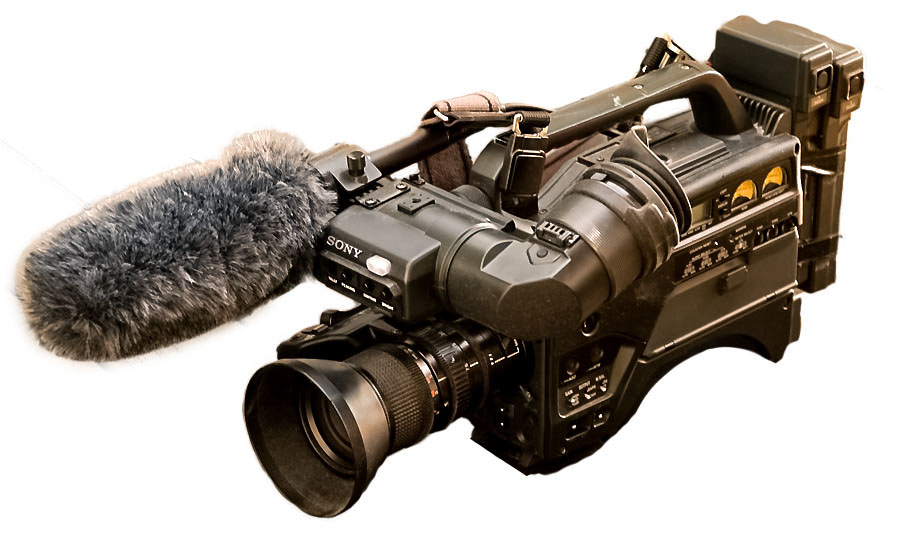
業務用一体型Hi8機: Sony EVW-300

メタルテープの特性を向上させることによって、8ミリビデオと同じカセットで輝度信号のハイバンド化を図り、水平解像度約400TV本を実現させた。製品化されたテープの最大長は180分（SPモード時）。記録帯域幅については8ミリビデオ参照。
もともとHi8は正式な規格ではなく、8ミリビデオ規格の「オプション規格」として見切り発車的に登場した。Hi8の登場以降、区別のために、従来の記録方式は「スタンダード8ミリ」や「Video8」と呼ばれるようになった。
登場した頃から徐々にスタンダード8ミリからHi8へと置き換わっていき、90年代にはほぼHi8規格へと推移している。これはS-VHSへの移行が進まず、スタンダードVHSが長きに渡って生産されたVHSとは対照的である。これはテレビ録画ではS-VHSが真価を十分に発揮できず、またビデオソフトのタイトル数が揃わなかった一方で、カムコーダーとしてはHi8規格は十分に真価を発揮できたからである（VHS陣営でも、カムコーダー分野では8ミリ陣営よりは少数派であったものの、ほとんどがVHS-CからS-VHS-Cへと移行している）。
スタンダード8ミリ(Video8)から画素数を増やしてHi8化した代償として、矮小画素化により感度が低下して暗い室内での撮影が困難になった。CCDのコストダウンによる小面積化と、レンズのコストダウンによる透過率が劣るプラスチック化、ズームのインナーフォーカス化などで、撮影条件によってはHi8がVideo8に劣ることがあった。ビクターなどのライバル社が高感度になったために、ソニーが後手になってCCDを多少は大きなサイズに戻した製品が発売された。
Hi8にはテープの特性により、塗布型テープを前提としたMPポジションと、蒸着テープを前提としたMEポジションとがあり、デッキ及びカムコーダ本体に切り替えスイッチはなく、検出孔で自動検出されていた。MEポジションのほうが高画質とされるが、初期の仕様では硬いためにヘッドタッチが劣ったり、ドロップアウトが起きやすい問題もあった。そうした問題への対応として、富士フイルムやTDKから薄膜塗布技術で性能を向上させ、MEポジション用とした塗布型テープが発売されていた。
Video8/Hi8のどちらもテープや磁気ヘッドがVHS-Cよりも小さいことからヘッドクロッグによる画質低下の問題があり、クリーニングテープでは除去できず、綿棒で磁気ヘッドの磁性粉とバインダーの詰まりを慎重に除去すればシリンダを交換せずに治る場合があるがカムコーダのシリンダーに取り付けてあるヘッドは8ミリ、VHSともども非常に小さく清掃は容易なものではなく簡単に折れてしまう華奢な部品であった。伸びるコンパクトカセットテープの伝統があったソニーは化成品が弱い傾向があるが、ハンディーカムの場合は塗装が溶けたりネジ穴が割れたり、Video8/Hi8の場合は、テープとカセットハーフが経年劣化で粘着して回転しなくなる場合があった。
当初、Hi8方式で記録したテープはスタンダード8ミリ専用の機器では再生が出来ない。例外としてポータブルデッキの「ビデオウォークマン」のGV-300／500、GV-SX50は、スタンダード8ミリでありながらHi8再生機能を備えた。VHSでいうSQPB（S-VHS Quasi Playback = S-VHS簡易再生機能）に相当し、画質はスタンダード8ミリ並みである。ただカタログ上ではその機能は掲載されなかった。またそれ以降の8ミリビデオ機器ではスタンダード8ミリのラインナップがほぼ消滅し、ほとんどHi8へと移行していったため、簡易再生機能を搭載する機器はこの3機種にとどまる。なお、VHS専用機にS-VHSテープを録再に使うとある程度の高画質・保存性を得ることが可能だがスタンダード8ミリ専用機にHi8テープを録画に使っても色ムラが生じるなどやや逆効果となってしまうため、各メーカーのカムコーダのカタログに載っている別売り品のテープのページにそうした注意書きがなされていた。
ビデオデッキ
製品群としてはカムコーダーが主流だが、据置型ビデオデッキも販売されていた。最初期に発売されたEV-S700はソニーとして民生用ではPCM録音に対応するなど意欲的で、東芝、日立製作所からも製品化されていた。テープのサイズがVHSよりも小さいことをアピールするテレビCMも放送されたが、テレビ番組録画用としての需要はそれほどまで高まらなかった。９０年代頃からさらなるVHS陣営の普及拡大に伴い、8mmビデオをVHSでみたいと言うようなVHSとの連携が重要性とされたため、ダブルデッキの発売へと移り変わった。ブルーレイレコーダーではもはや当たり前と言える２番組同時録画や１つのテレビで２つの番組が見られるなど当時として極めて先進的な「ソニーらしさ」あふれる取り組みはダビング用にとどまらない多機能性が評価され普及が進んだ。ポータブルデッキ「ビデオウォークマン」の製品は、GV-A700／100のわずか2機種となり、DVの登場により終了した。その後ダブルビデオはVHS＋DVという形で展開されていく。
XR規格・Digital8
Hi8方式の高画質技術として、1998年に輝度信号の周波数帯域を拡張するXR規格（公称水平解像度440TV本）が発表され、対応のカムコーダーが国内・海外で発売された。しかしDVとDigital8など後継規格がほどなくして登場したため、CCD-TRV95Kなど僅かな機種に留まる。据置型デッキ・ポータブルデッキの製品は存在しない。
1999年には、Hi8のテープを共用する規格として主に第三世界向けにDigital8が登場する。Digital8ではHi8の倍速でテープを使用することによって、DV規格のデジタル動画を記録する事ができる。Hi8方式で録画されたテープも再生可能。なお、テープはHi8用のものを使い、塗布テープでも蒸着テープでも使用できる。
2000年代よりDV規格への移行に伴い、カムコーダー、据置デッキの生産は終了した。それ以降も過去の録画テープの再生用として、Digital8規格のビデオウォークマンの生産のみが続いていたが、これも2011年9月をもって終了した。